# Onulfo

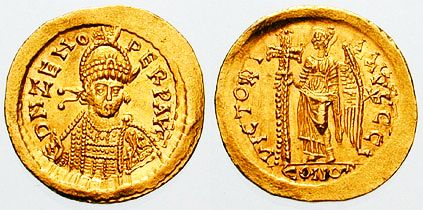
Soldo de Zenão (r. 474–475; 476–491)

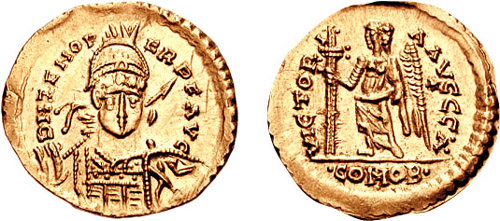
Soldo de Odoacro r. cunhado em nome de Zenão

Onulfo, Hunulfo ou Unulfo (em latim: (H)unu(u)lfus; em grego: Ονό(ο)φυλος; romaniz.: Onóulphus; m. 493) foi um nobre esciro ativo durante o século V. Filho de Edecão e irmão de Odoacro, aparece pela primeira vez nos anos 460 quando agrupou os esciros remanescentes e fez uma aliança com as tribos vizinhas contra os ostrogodos de Teodomiro (r. 465–474/475).
Após sua derrota na batalha de Bolia, partiu para Constantinopla e entrou em serviço militar, conseguindo ascender aos postos de conde e mestre dos soldados da Ilíria com ajuda de Armato. Em 479, Onulfo parte para a Itália, onde permaneceu como comandante de seu irmão até 493.

## Biografia
Onulfo era filho do rei Edecão e irmão do futuro rei Odoacro (r. 476–493). Nos final dos anos 460 reagrupou com seu pai os esciros remanescentes após uma derrota nas mãos dos ostrogodos e aliou-se com outras tribos vizinhas para atacar o Reino Ostrogótico da Panônia do rei Teodomiro (r. 465–474/475), onde seria derrotado na batalha de Bolia. Em algum momento desconhecido após esta derrota, Onulfo partiu para Constantinopla e entrou no serviço imperial. Inicialmente residiu na capital em condições precárias, mas logo foi acolhido pelo general Armato que patrocinou sua ascensão nos postos militares. Onulfo foi nomeado conde em data desconhecida e então mestre dos soldados da Ilíria por 477. Nesse ano, por instigação do imperador bizantino Zenão (r. 474–475; 476–491), Onulfo assassinou Armato.
Onulfo manteve o posto de mestre dos soldados até 479, quando foi substituído no Sabiniano Magno. Nesse ano, sabe-se que teria ajudado seu sucessor na luta contra Teodorico, o Grande (r. 474–526). Em data desconhecida, dirigiu-se para a Itália, à época controlada por seu irmão Odoacro. Em 488, Onulfo liderou as tropas locais que derrotariam as hordas de invasores rúgios. Em 493, em decorrência da queda e assassinato de Odoacro, Onulfo fugiu para uma igreja em busca de santuário, mas foi assassinado.

### Relação entre Armato e Odoacro

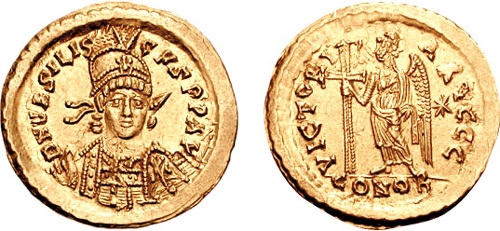
Soldo do imperador Basilisco r..

Uma publicação recente de Stephan Krautschick abriu um novo estudo sob a vida de Armato "para novas interpretações, em particular a relação entre a família de Armato e Basilisco e Odoacro, chefe dos hérulos, e depois rei da Itália". De acordo com Krautschick, e com estudiosos posteriores, Armato seria irmão de Onulfo e Odoacro, de modo que o líder dos hérulos também teria sido sobrinho de Basilisco (r. 475–476) e de Élia Verina (r. 457–474). Em particular, esta interpretação lança luz sobre o porque Armato estava tão interessado em ajudar Onulfo, e que foi seu próprio irmão que o matou.
A ligação entre Armato, Onulfo e Odoacro está em um fragmento de João de Antioquia (209.1), no qual Onulfo é indicado como sendo o assassino e irmão de Armato. Antes do trabalho de Krautschick, e também de acordo com outros estudiosos, a leitura foi emendada para ler que "Odoacro foi o irmão de Onulfo que matou Armato". Esta alteração fez do fragmento de João compatível com os relatos de outros historiadores, uma vez que nem João Malalas ou Malco fizeram referência ao fato de que Armato teria sido morto por seu próprio irmão e não fazem referência a uma relação de sangue entre Odoacro e Basilisco.